# IC 2969
</tr 
IC 2969 је спирална галаксија у сазвјежђу Дјевица која се налази на листи објеката дубоког неба у Индекс каталогу.
Деклинација објекта је - 3° 52' 23" а ректасцензија 11h 52m 31,2s. Привидна величина (магнитуда) објекта IC 2969 износи 13,2 а фотографска магнитуда 14,0. Налази се на удаљености од 27,5</tr милиона парсека од Сунца. IC 2969 је још познат и под ознакама MCG -1-30-40, IRAS 11499-0335, PGC 37196.